# Championnat d'Europe de football gaélique 2018
 (août 2018).
Si vous disposez d'ouvrages ou d'articles de référence ou si vous connaissez des sites web de qualité traitant du thème abordé ici, merci de compléter l'article en donnant les références utiles à sa vérifiabilité et en les liant à la section « Notes et références ».
Navigation
Édition 2017 Édition 2019
L'édition 2018 du championnat d'Europe des Nations de football gaélique (ou Euro Gaélique) s'est disputée à Lorient (Bretagne) les 11 et 12 août 2018, à l'occasion du Festival interceltique de Lorient.
Le Lorient Gaelic Athletic Club a assuré la logistique et la promotion de l'événement.

## Organisation
Deux compétitions, senior masculine et senior féminines se sont déroulées en parallèle.
Les équipes se sont affrontées en tour qualificatif le premier jour dans le cadre de matchs de poules. 
Les deux premiers se qualifiant pour la finale ayant lieu le 12 août, au stade annexe du stade du Moustoir de Lorient.
La prochaine compétition internationale devrait se dérouler en 2019 à Dublin à l'occasion des World Games organisés par la Gaelic Athletic Association.

## Compétition masculine
Cinq sélections se sont affrontées à cette occasion :
- Allemagne
- Bretagne
- France
- Galice
- Gascogne

Pour le tour qualificatif, les matchs se dispute en deux mi-temps de 12 minutes. La finale se dispute en deux mi-temps de 30 minutes.

### Résultats de la compétition masculine

#### Tour qualificatif - 11 août 2018
Les cinq équipes se sont rencontrées en match simple de deux mi-temps de 12 minutes.
À l'issue du tour qualificatif, les deux équipes arrivées en tête se qualifient pour la finale du lendemain.
| Rang | Équipe    | Pts | J | V | N | D | PF | PA  | PD   |
| ---- | --------- | --- | - | - | - | - | -- | --- | ---- |
| 1    | Galice    | 7   | 4 | 3 | 1 | 0 | 83 | 27  | 56   |
| 2    | France    | 6   | 4 | 3 | 0 | 1 | 89 | 25  | 64   |
| 3    | Bretagne  | 5   | 4 | 2 | 1 | 1 | 64 | 28  | 36   |
| 4    | Gascogne  | 2   | 4 | 1 | 0 | 3 | 46 | 75  | -29  |
| 5    | Allemagne | 0   | 4 | 0 | 0 | 4 | 10 | 137 | -127 |

|  | Qualifiés pour la finale |

#### Finale - 12 août 2018
La finale se dispute en deux mi-temps de 30 minutes.
La France a battu la Galice sur le score de 15 à 10.

## Compétition féminine
Quatre sélections se sont affrontées à l'occasion du tournoi.
- Allemagne
- Bretagne
- France
- Galice

### Résultats de la compétition féminine

#### Tour qualificatif - 11 août 2018
Les quatre équipes se sont rencontrées en match simple de deux mi-temps de 12 minutes.
À l'issue du tour qualificatif, les deux équipes arrivées en tête se qualifient pour la finale du lendemain.
| Rang | Équipe    | Pts | J | V | N | D | PF | PA | PD  |
| ---- | --------- | --- | - | - | - | - | -- | -- | --- |
| 1    | Galice    | 6   | 3 | 3 | 0 | 0 | 76 | 14 | 62  |
| 2    | France    | 4   | 3 | 2 | 0 | 1 | 62 | 28 | 34  |
| 3.   | Bretagne  | 2   | 3 | 1 | 0 | 2 | 43 | 53 | -10 |
| 4.   | Allemagne | 0   | 3 | 0 | 0 | 3 | 3  | 89 | -86 |

|  | Qualifiés pour la finale |

#### Finale - 12 août 2018
La finale se dispute en deux mi-temps de 30 minutes.
La Galice a battu la France sur le score de 28 à 23 en prolongation, le score étant de 21 partout à la fin du temps réglementaire.